# Bronson (Iowa)
Bronson – miasto w Stanach Zjednoczonych, w stanie Iowa, w hrabstwie Woodbury.

## Demografia
Zgodnie ze spisem statystycznym z 2000, miasto liczyło 269 mieszkańców. W 2023 liczba mieszkańców wzrosła do 294 osób, a gęstość zaludnienia przekroczyła 367 osób/km².